# Tour of Scandinavia 2022
Tour of Scandinavia 2022 var den 1. udgave af det skandinaviske etapeløb Tour of Scandinavia - Battle of the North. Det var 818 km langt og blev afviklet over seks etaper fra 9. til 14. august 2022. Der var start på Kongens Nytorv i København, og sidste etape havde mål i norske Halden. Løbet var en del af UCI Women's World Tour 2022. Der deltog 18 hold med hver seks ryttere, og to hold med fem ryttere.
Løbets samlede vinder blev den danske mester Cecilie Uttrup Ludwig fra FDJ-Suez-Futuroscope. 17 sekunder efter kom Liane Lippert (Team DSM) ind på andenpladsen, mens australske Alexandra Manly (Team BikeExchange-Jayco) tog den sidste plads på podiet. Marianne Vos (Team Jumbo-Visma) vandt fire af løbets seks etaper.

## Etaperne
| Etape    | Dato     | Start – Mål              | type          | Afstand (km) | Elevation (m) | Etapevinder           | Førende rytter        |
| -------- | -------- | ------------------------ | ------------- | ------------ | ------------- | --------------------- | --------------------- |
| 1. etape | 9. aug.  | København – Helsingør    | flad etape    | 145,6        | 783 m         | Marianne Vos          | Marianne Vos          |
| 2. etape | 10. aug. | Orust – Strömstad        | flad etape    | 153,8        | 1.582 m       | Marianne Vos          | Marianne Vos          |
| 3. etape | 11. aug. | Moss Kommune – Sarpsborg | flad etape    | 118,9        | 1.010 m       | Marianne Vos          | Marianne Vos          |
| 4. etape | 12. aug. | Askim – Mysen            | kuperet etape | 119,2        | 1.073 m       | Alexandra Manly       | Marianne Vos          |
| 5. etape | 13. aug. | Vikersund – Norefjell    | bjergetape    | 127,4        | 1.903 m       | Cecilie Uttrup Ludwig | Cecilie Uttrup Ludwig |
| 6. etape | 14. aug. | Lillestrøm – Halden      | flad etape    | 153,4        | 1.386 m       | Marianne Vos          | Cecilie Uttrup Ludwig |

## Trøjernes fordeling gennem løbet
| Etape    |               | Vinder _              | Samlede stilling      | Pointtrøje     | Bjergtrøje _ | Ungdomstrøje  | Holdkonkurrence _       |
| -------- | ------------- | --------------------- | --------------------- | -------------- | ------------ | ------------- | ----------------------- |
| 1. etape | flad etape    | Marianne Vos          | Marianne Vos          | Alison Jackson | Amber Kraak  | Megan Jastrab | Valcar-Travel & Service |
| 2. etape | flad etape    | Marianne Vos          | Marianne Vos          | Alison Jackson | Amber Kraak  | Megan Jastrab | Team DSM                |
| 3. etape | flad etape    | Marianne Vos          | Marianne Vos          | Alison Jackson | Amber Kraak  | Shari Bossuyt | UAE Team ADQ            |
| 4. etape | kuperet etape | Alexandra Manly       | Marianne Vos          | Alison Jackson | Amber Kraak  | Shari Bossuyt | UAE Team ADQ            |
| 5. etape | bjergetape    | Cecilie Uttrup Ludwig | Cecilie Uttrup Ludwig | Alison Jackson | Amber Kraak  | Neve Bradbury | Team DSM                |
| 6. etape | flad etape    | Marianne Vos          | Cecilie Uttrup Ludwig | Alison Jackson | Amber Kraak  | Neve Bradbury | Team DSM                |
| Samlet   | Samlet        |                       | Cecilie Uttrup Ludwig | Alison Jackson | Amber Kraak  | Neve Bradbury | Team DSM                |

## Resultater

### Samlede stilling
| \| Samlede stilling \| Samlede stilling \| Samlede stilling \| Samlede stilling \| Samlede stilling \| \| Rytter \| Rytter \| Hold \| Tid \| \| \| ---------------- \| ------------------------- \| ----------------------------- \| ---------------- \| ---------------- \| \| 1. \| Cecilie Uttrup Ludwig \| FDJ-Suez-Futuroscope \| 20t 49' 55" \| \| \| 2. \| Liane Lippert \| Team DSM \| + 17" \| \| \| 3. \| Alexandra Manly \| Team BikeExchange-Jayco \| + 44" \| \| \| 4. \| Tamara Dronova-Balabolina \| Roland Cogeas-Edelweiss Squad \| + 1' 00" \| \| \| 5. \| Neve Bradbury \| Canyon-SRAM Racing \| + 1' 00" \| \| \| 6. \| Julie Van de Velde \| Plantur-Pura \| + 1' 03" \| \| \| 7. \| Anouska Koster \| Team Jumbo-Visma \| + 1' 06" \| \| \| 8. \| Lucinda Brand \| Trek-Segafredo \| + 1' 08" \| \| \| 9. \| Katrine Aalerud \| Movistar Team \| + 1' 08" \| \| \| 10. \| Erica Magnaldi \| UAE Team ADQ \| + 1' 09" \| \| |                           |                               |             |
| |                           |                               |             |
| Kilde: ProCyclingStats |                           |                               |             |
| Samlede stilling |                           |                               |             |
| Rytter | Rytter                    | Hold                          | Tid         |
| 1. | Cecilie Uttrup Ludwig     | FDJ-Suez-Futuroscope          | 20t 49' 55" |
| 2. | Liane Lippert             | Team DSM                      | + 17"       |
| 3. | Alexandra Manly           | Team BikeExchange-Jayco       | + 44"       |
| 4. | Tamara Dronova-Balabolina | Roland Cogeas-Edelweiss Squad | + 1' 00"    |
| 5. | Neve Bradbury             | Canyon-SRAM Racing            | + 1' 00"    |
| 6. | Julie Van de Velde        | Plantur-Pura                  | + 1' 03"    |
| 7. | Anouska Koster            | Team Jumbo-Visma              | + 1' 06"    |
| 8. | Lucinda Brand             | Trek-Segafredo                | + 1' 08"    |
| 9. | Katrine Aalerud           | Movistar Team                 | + 1' 08"    |
| 10. | Erica Magnaldi            | UAE Team ADQ                  | + 1' 09"    |

### Pointkonkurrencen
| Pointkonkurrence | Pointkonkurrence  | Pointkonkurrence        | Pointkonkurrence | Pointkonkurrence |
| Rytter           | Rytter            | Hold                    | Point            |                  |
| ---------------- | ----------------- | ----------------------- | ---------------- | ---------------- |
| 1.               | Alison Jackson    | Liv Racing Xstra        | 36 point         |                  |
| 2.               | Marianne Vos      | Team Jumbo-Visma        | 29 point         |                  |
| 3.               | Eline Van Rooijen | AG Insurance NXTG       | 17 point         |                  |
| 4.               | Shari Bossuyt     | Canyon-SRAM Racing      | 15 point         |                  |
| 5.               | Alexandra Manly   | Team BikeExchange-Jayco | 12 point         |                  |

### Bjergkonkurrencen
| Bjergkonkurrence | Bjergkonkurrence      | Bjergkonkurrence     | Bjergkonkurrence | Bjergkonkurrence |
| Rytter           | Rytter                | Hold                 | Point            |                  |
| ---------------- | --------------------- | -------------------- | ---------------- | ---------------- |
| 1.               | Amber Kraak           | Team Jumbo-Visma     | 33 point         |                  |
| 2.               | Josie Nelson          | Coop-Hitec Products  | 13 point         |                  |
| 3.               | Anouska Koster        | Team Jumbo-Visma     | 12 point         |                  |
| 4.               | Cecilie Uttrup Ludwig | FDJ-Suez-Futuroscope | 10 point         |                  |
| 5.               | Marianne Vos          | Team Jumbo-Visma     | 10 point         |                  |

### Ungdomskonkurrencen
| Ungdomskonkurrence | Ungdomskonkurrence | Ungdomskonkurrence   | Ungdomskonkurrence | Ungdomskonkurrence |
| Rytter             | Rytter             | Hold                 | Tid                |                    |
| ------------------ | ------------------ | -------------------- | ------------------ | ------------------ |
| 1.                 | Neve Bradbury      | Canyon-SRAM Racing   | 20t 50' 55"        |                    |
| 2.                 | Shari Bossuyt      | Canyon-SRAM Racing   | + 2' 00"           |                    |
| 3.                 | Femke Gerritse     | Parkhotel Valkenburg | + 2' 08"           |                    |
| 4.                 | Blanka Kata Vas    | SD Worx              | + 2' 14"           |                    |
| 5.                 | Mischa Bredewold   | Parkhotel Valkenburg | + 2' 26"           |                    |

### Holdkonkurrencen
| Holdkonkurrence | Holdkonkurrence         | Holdkonkurrence | Holdkonkurrence |
| Hold            | Hold                    | Tid             |                 |
| --------------- | ----------------------- | --------------- | --------------- |
| 1.              | Team DSM                | 62t 33' 32"     |                 |
| 2.              | Team BikeExchange-Jayco | + 3' 41"        |                 |
| 3.              | Plantur-Pura            | + 4' 09"        |                 |
| 4.              | UAE Team ADQ            | + 4' 57"        |                 |
| 5.              | FDJ-Suez                | + 5' 37"        |                 |

## Hold og ryttere
| UCI Women's WorldTeams (12)- Team BikeExchange-Jayco - Canyon-SRAM Racing - FDJ-Suez - Team Jumbo-Visma - Liv Racing Xstra - Movistar Team - Roland Cogeas-Edelweiss Squad - Team DSM - SD Worx - Trek-Segafredo - Uno-X Pro Cycling Team - UAE Team ADQ UCI Women's Kontinentalhold (6)- AG Insurance NXTG - Coop-Hitec Products - Le col-Wahoo - Plantur-Pura - Parkhotel Valkenburg - Valcar-Travel & Service Landshold (2)- Danmark - Norge |
| |

### Danske ryttere
| Danske ryttere på startlisten |                             |                      |           |
| Rygnummer                     | Rytter                      | Hold                 | Placering |
| 21                            | Cecilie Uttrup Ludwig       | FDJ-Suez-Futuroscope | 1         |
| 83                            | Amalie Dideriksen           | Trek-Segafredo       | DNS-3     |
| 181                           | Marie-Louise Hartz Krogager | Danmark              | DNF-5     |
| 182                           | Maja Winther Brandt Heisel  | Danmark              | 87        |
| 183                           | Trine Holmsgaard            | Danmark              | 40        |
| 184                           | Josefine Huitfeldt          | Danmark              | DNF-5     |
| 185                           | Marita Jensen               | Danmark              | 78        |
| 186                           | Mia Sofie Rützou            | Danmark              | DNF-4     |

* DNF = gennemførte ikke

* DNS = stillede ikke til start

* OT = over tidsgrænsen

### Startliste
| Movistar Team MOV | Movistar Team MOV        | Movistar Team MOV |
| ----------------- | ------------------------ | ----------------- |
| Nr.               | Rytter                   | Placering         |
| 1                 | Katrine Aalerud (NOR)    | 9.                |
| 2                 | Sarah Gigante (AUS)      | 30.               |
| 3                 | Barbara Guarischi (ITA)  | 73.               |
| 4                 | Sara Martín Martín (ESP) | 83.               |
| 5                 | Lourdes Oyarbide (ESP)   | 75.               |
| 6                 | Gloria Rodríguez (ESP)   | 90.               |

| Uno-X Pro Cycling Team UXT | Uno-X Pro Cycling Team UXT  | Uno-X Pro Cycling Team UXT |
| -------------------------- | --------------------------- | -------------------------- |
| Nr.                        | Rytter                      | Placering                  |
| 11                         | Susanne Andersen (NOR)      | 69.                        |
| 12                         | Marte Berg Edseth (NOR)     | DNF                        |
| 13                         | Joscelin Lowden (GBR)       | 36.                        |
| 14                         | Wilma Olausson (SWE)        | 64.                        |
| 15                         | Mie Bjørndal Ottestad (NOR) | DNF-5                      |
| 16                         | Anne Dorthe Ysland (NOR)    | DNS-5                      |

| FDJ-Suez-Futuroscope FSF | FDJ-Suez-Futuroscope FSF               | FDJ-Suez-Futuroscope FSF |
| ------------------------ | -------------------------------------- | ------------------------ |
| Nr.                      | Rytter                                 | Placering                |
| 21                       | Cecilie Uttrup Ludwig (DEN) (landevej) | 1.                       |
| 22                       | Brodie Chapman (AUS)                   | DNF-4                    |
| 23                       | Eugénie Duval (FRA)                    | 38.                      |
| 24                       | Emilia Fahlin (SWE)                    | 71.                      |
| 25                       | Stine Borgli (NOR)                     | 25.                      |
| 26                       | Jade Wiel (FRA)                        | 50.                      |

| Liv Racing Xstra LIV | Liv Racing Xstra LIV   | Liv Racing Xstra LIV |
| -------------------- | ---------------------- | -------------------- |
| Nr.                  | Rytter                 | Placering            |
| 31                   | Valerie Demey (BEL)    | 48.                  |
| 32                   | Alison Jackson (CAN)   | 19.                  |
| 33                   | Marta Jaskulska (POL)  | 34.                  |
| 34                   | Jeanne Korevaar (NED)  | 26.                  |
| 35                   | Tereza Neumanová (CZE) | 61.                  |
| 36                   | Katia Ragusa (ITA)     | 70.                  |

| Canyon-SRAM Racing CSR | Canyon-SRAM Racing CSR | Canyon-SRAM Racing CSR |
| ---------------------- | ---------------------- | ---------------------- |
| Nr.                    | Rytter                 | Placering              |
| 41                     | Alice Barnes (GBR)     | 74.                    |
| 42                     | Shari Bossuyt (BEL)    | 15.                    |
| 43                     | Neve Bradbury (AUS)    | 5.                     |
| 44                     | Ella Harris (NZL)      | 58.                    |
| 45                     | Mikayla Harvey (NZL)   | 60.                    |
| 46                     | Sarah Roy (AUS)        | 62.                    |

| Team BikeExchange-Jayco BEX | Team BikeExchange-Jayco BEX | Team BikeExchange-Jayco BEX |
| --------------------------- | --------------------------- | --------------------------- |
| Nr.                         | Rytter                      | Placering                   |
| 51                          | Jessica Allen (AUS)         | 82.                         |
| 52                          | Arianna Fidanza (ITA)       | DNF-6                       |
| 53                          | Alexandra Manly (AUS)       | 3.                          |
| 54                          | Ruby Roseman-Gannon (AUS)   | 20.                         |
| 55                          | Georgia Williams (NZL)      | 22.                         |
| 56                          | Nina Kessler (NED)          | 68.                         |

| Team DSM DSM | Team DSM DSM                   | Team DSM DSM |
| ------------ | ------------------------------ | ------------ |
| Nr.          | Rytter                         | Placering    |
| 61           | Léa Curinier (FRA)             | 46.          |
| 62           | Megan Jastrab (USA)            | 56.          |
| 63           | Leah Kirchmann (CAN)           | 42.          |
| 64           | Floortje Mackaij (NED)         | 12.          |
| 65           | Esmée Peperkamp (NED)          | 11.          |
| 66           | Liane Lippert (GER) (landevej) | 2.           |

| Team Jumbo-Visma TJV | Team Jumbo-Visma TJV      | Team Jumbo-Visma TJV |
| -------------------- | ------------------------- | -------------------- |
| Nr.                  | Rytter                    | Placering            |
| 71                   | Marianne Vos (NED)        | 14.                  |
| 72                   | Carlijn Achtereekte (NED) | 65.                  |
| 73                   | Anouska Koster (NED)      | 7.                   |
| 74                   | Amber Kraak (NED)         | 66.                  |
| 75                   | Linda Riedmann (GER)      | 57.                  |

| Trek-Segafredo TFS | Trek-Segafredo TFS                   | Trek-Segafredo TFS |
| ------------------ | ------------------------------------ | ------------------ |
| Nr.                | Rytter                               | Placering          |
| 81                 | Elynor Bäckstedt (GBR)               | 76.                |
| 82                 | Lucinda Brand (NED)                  | 8.                 |
| 83                 | Amalie Dideriksen (DEN)              | DNS-3              |
| 84                 | Lauretta Hanson (AUS)                | 77.                |
| 85                 | Chloe Hosking (AUS)                  | 79.                |
| 86                 | Audrey Cordon-Ragot (FRA) (landevej) | DNF-3              |

| UAE Team ADQ UAD | UAE Team ADQ UAD       | UAE Team ADQ UAD |
| ---------------- | ---------------------- | ---------------- |
| Nr.              | Rytter                 | Placering        |
| 91               | Sofia Bertizzolo (ITA) | 28.              |
| 92               | Maaike Boogaard (NED)  | DNF-5            |
| 93               | Eugenia Bujak (SLO)    | 17.              |
| 94               | Erica Magnaldi (ITA)   | 10.              |
| 95               | Sophie Wright (GBR)    | 86.              |
| 96               | Laura Tomasi (ITA)     | 47.              |

| Roland Cogeas-Edelweiss Squad CGS | Roland Cogeas-Edelweiss Squad CGS          | Roland Cogeas-Edelweiss Squad CGS |
| --------------------------------- | ------------------------------------------ | --------------------------------- |
| Nr.                               | Rytter                                     | Placering                         |
| 102                               | Hannah Buch (GER)                          | 92.                               |
| 103                               | Tamara Dronova-Balabolina (RUS) (landevej) | 4.                                |
| 104                               | Caroline Chauveau (SUI)                    | DNF-2                             |
| 105                               | Léa Stern (SUI)                            | 93.                               |
| 106                               | Anna Gabrielle Traxler (CAN)               | 94.                               |

| SD Worx SDW | SD Worx SDW                      | SD Worx SDW |
| ----------- | -------------------------------- | ----------- |
| Nr.         | Rytter                           | Placering   |
| 111         | Elena Cecchini (ITA)             | 63.         |
| 112         | Anna Shackley (GBR)              | DNS-5       |
| 113         | Sina Frei (SUI)                  | 24.         |
| 114         | Blanka Kata Vas (HUN) (landevej) | 18.         |
| 115         | Niamh Fisher-Black (NZL)         | DNS-5       |
| 116         | Demi Vollering (NED)             | DNS-5       |

| Coop-Hitec Products HPU | Coop-Hitec Products HPU  | Coop-Hitec Products HPU |
| ----------------------- | ------------------------ | ----------------------- |
| Nr.                     | Rytter                   | Placering               |
| 121                     | Ingvild Gåskjenn (NOR)   | 29.                     |
| 122                     | Mari Hole Mohr (NOR)     | 33.                     |
| 123                     | Josie Nelson (GBR)       | 49.                     |
| 124                     | Nicole Steigenga (NED)   | 80.                     |
| 125                     | Sylvie Swinkels (NED)    | 88.                     |
| 126                     | Caroline Andersson (SWE) | DNF-5                   |

| Le Col-Wahoo DRP | Le Col-Wahoo DRP      | Le Col-Wahoo DRP |
| ---------------- | --------------------- | ---------------- |
| Nr.              | Rytter                | Placering        |
| 131              | Eluned King (GBR)     | 67.              |
| 132              | Flora Perkins (GBR)   | 53.              |
| 133              | April Tacey (GBR)     | 72.              |
| 134              | Alice Towers (GBR)    | 41.              |
| 135              | Eva van Agt (NED)     | 13.              |
| 136              | Gladys Verhulst (FRA) | 43.              |

| Parkhotel Valkenburg PHV | Parkhotel Valkenburg PHV   | Parkhotel Valkenburg PHV |
| ------------------------ | -------------------------- | ------------------------ |
| Nr.                      | Rytter                     | Placering                |
| 141                      | Mischa Bredewold (NED)     | 21.                      |
| 142                      | Femke Markus (NED)         | 59.                      |
| 143                      | Lieke Nooijen (NED)        | 52.                      |
| 144                      | Rosalie Van der Wolf (NED) | 84.                      |
| 145                      | Kirstie van Haaften (NED)  | 37.                      |
| 146                      | Femke Gerritse (NED)       | 16.                      |

| Plantur-Pura PLP | Plantur-Pura PLP               | Plantur-Pura PLP |
| ---------------- | ------------------------------ | ---------------- |
| Nr.              | Rytter                         | Placering        |
| 151              | Marthe Truyen (BEL)            | DNF-6            |
| 152              | Justine Ghekiere (BEL)         | 32.              |
| 153              | Yara Kastelijn (NED)           | DNF-5            |
| 154              | Marion Norbert Riberolle (BEL) | 81.              |
| 155              | Julie Van de Velde (BEL)       | 6.               |
| 156              | Annemarie Worst (NED)          | 31.              |

| Valcar-Travel & Service VAL | Valcar-Travel & Service VAL | Valcar-Travel & Service VAL |
| --------------------------- | --------------------------- | --------------------------- |
| Nr.                         | Rytter                      | Placering                   |
| 161                         | Anastasia Carbonari (LAT)   | 51.                         |
| 162                         | Karolina Kumięga (POL)      | DNF-6                       |
| 163                         | Federica Piergiovanni (ITA) | 23.                         |
| 164                         | Elena Pirrone (ITA)         | DNF-5                       |
| 165                         | Elizabeth Stannard (AUS)    | 35.                         |
| 166                         | Margaux Vigie (FRA)         | 44.                         |

| AG Insurance NXTG AGI | AG Insurance NXTG AGI   | AG Insurance NXTG AGI |
| --------------------- | ----------------------- | --------------------- |
| Nr.                   | Rytter                  | Placering             |
| 171                   | Maureen Arens (NED)     | 45.                   |
| 172                   | Julia Borgström (SWE)   | 27.                   |
| 173                   | Amber Aernouts (NED)    | 91.                   |
| 174                   | Britt Knaven (BEL)      | DNS-2                 |
| 175                   | Eline Van Rooijen (NED) | 85.                   |
| 176                   | Maud Rijnbeek (NED)     | 55.                   |

| Danmark DEN | Danmark DEN                 | Danmark DEN |
| ----------- | --------------------------- | ----------- |
| Nr.         | Rytter                      | Placering   |
| 181         | Marie-Louise Hartz Krogager | DNF-5       |
| 182         | Maja Winther Brandt Heisel  | 87.         |
| 183         | Trine Holmsgaard            | 40.         |
| 184         | Josefine Huitfeldt          | DNF-5       |
| 185         | Marita Jensen               | 78.         |
| 186         | Mia Sofie Rützou            | DNF-4       |

| Norge NOR | Norge NOR                | Norge NOR |
| --------- | ------------------------ | --------- |
| Nr.       | Rytter                   | Placering |
| 191       | Malin Eriksen (landevej) | 54.       |
| 192       | Martine Gjøs             | DNF-4     |
| 193       | Sigrid Ytterhus Haugset  | 39.       |
| 194       | Magdalene Lind           | 89.       |
| 195       | Elise Marie Olsen        | DNF-3     |
| 196       | Emelie Utvik             | DNF-3     |

| Movistar Team MOV | Movistar Team MOV        | Movistar Team MOV |
| ----------------- | ------------------------ | ----------------- |
| Nr.               | Rytter                   | Placering         |
| 1                 | Katrine Aalerud (NOR)    | 9.                |
| 2                 | Sarah Gigante (AUS)      | 30.               |
| 3                 | Barbara Guarischi (ITA)  | 73.               |
| 4                 | Sara Martín Martín (ESP) | 83.               |
| 5                 | Lourdes Oyarbide (ESP)   | 75.               |
| 6                 | Gloria Rodríguez (ESP)   | 90.               |

| Uno-X Pro Cycling Team UXT | Uno-X Pro Cycling Team UXT  | Uno-X Pro Cycling Team UXT |
| -------------------------- | --------------------------- | -------------------------- |
| Nr.                        | Rytter                      | Placering                  |
| 11                         | Susanne Andersen (NOR)      | 69.                        |
| 12                         | Marte Berg Edseth (NOR)     | DNF                        |
| 13                         | Joscelin Lowden (GBR)       | 36.                        |
| 14                         | Wilma Olausson (SWE)        | 64.                        |
| 15                         | Mie Bjørndal Ottestad (NOR) | DNF-5                      |
| 16                         | Anne Dorthe Ysland (NOR)    | DNS-5                      |

| FDJ-Suez-Futuroscope FSF | FDJ-Suez-Futuroscope FSF               | FDJ-Suez-Futuroscope FSF |
| ------------------------ | -------------------------------------- | ------------------------ |
| Nr.                      | Rytter                                 | Placering                |
| 21                       | Cecilie Uttrup Ludwig (DEN) (landevej) | 1.                       |
| 22                       | Brodie Chapman (AUS)                   | DNF-4                    |
| 23                       | Eugénie Duval (FRA)                    | 38.                      |
| 24                       | Emilia Fahlin (SWE)                    | 71.                      |
| 25                       | Stine Borgli (NOR)                     | 25.                      |
| 26                       | Jade Wiel (FRA)                        | 50.                      |

| Liv Racing Xstra LIV | Liv Racing Xstra LIV   | Liv Racing Xstra LIV |
| -------------------- | ---------------------- | -------------------- |
| Nr.                  | Rytter                 | Placering            |
| 31                   | Valerie Demey (BEL)    | 48.                  |
| 32                   | Alison Jackson (CAN)   | 19.                  |
| 33                   | Marta Jaskulska (POL)  | 34.                  |
| 34                   | Jeanne Korevaar (NED)  | 26.                  |
| 35                   | Tereza Neumanová (CZE) | 61.                  |
| 36                   | Katia Ragusa (ITA)     | 70.                  |

| Canyon-SRAM Racing CSR | Canyon-SRAM Racing CSR | Canyon-SRAM Racing CSR |
| ---------------------- | ---------------------- | ---------------------- |
| Nr.                    | Rytter                 | Placering              |
| 41                     | Alice Barnes (GBR)     | 74.                    |
| 42                     | Shari Bossuyt (BEL)    | 15.                    |
| 43                     | Neve Bradbury (AUS)    | 5.                     |
| 44                     | Ella Harris (NZL)      | 58.                    |
| 45                     | Mikayla Harvey (NZL)   | 60.                    |
| 46                     | Sarah Roy (AUS)        | 62.                    |

| Team BikeExchange-Jayco BEX | Team BikeExchange-Jayco BEX | Team BikeExchange-Jayco BEX |
| --------------------------- | --------------------------- | --------------------------- |
| Nr.                         | Rytter                      | Placering                   |
| 51                          | Jessica Allen (AUS)         | 82.                         |
| 52                          | Arianna Fidanza (ITA)       | DNF-6                       |
| 53                          | Alexandra Manly (AUS)       | 3.                          |
| 54                          | Ruby Roseman-Gannon (AUS)   | 20.                         |
| 55                          | Georgia Williams (NZL)      | 22.                         |
| 56                          | Nina Kessler (NED)          | 68.                         |

| Team DSM DSM | Team DSM DSM                   | Team DSM DSM |
| ------------ | ------------------------------ | ------------ |
| Nr.          | Rytter                         | Placering    |
| 61           | Léa Curinier (FRA)             | 46.          |
| 62           | Megan Jastrab (USA)            | 56.          |
| 63           | Leah Kirchmann (CAN)           | 42.          |
| 64           | Floortje Mackaij (NED)         | 12.          |
| 65           | Esmée Peperkamp (NED)          | 11.          |
| 66           | Liane Lippert (GER) (landevej) | 2.           |

| Team Jumbo-Visma TJV | Team Jumbo-Visma TJV      | Team Jumbo-Visma TJV |
| -------------------- | ------------------------- | -------------------- |
| Nr.                  | Rytter                    | Placering            |
| 71                   | Marianne Vos (NED)        | 14.                  |
| 72                   | Carlijn Achtereekte (NED) | 65.                  |
| 73                   | Anouska Koster (NED)      | 7.                   |
| 74                   | Amber Kraak (NED)         | 66.                  |
| 75                   | Linda Riedmann (GER)      | 57.                  |

| Trek-Segafredo TFS | Trek-Segafredo TFS                   | Trek-Segafredo TFS |
| ------------------ | ------------------------------------ | ------------------ |
| Nr.                | Rytter                               | Placering          |
| 81                 | Elynor Bäckstedt (GBR)               | 76.                |
| 82                 | Lucinda Brand (NED)                  | 8.                 |
| 83                 | Amalie Dideriksen (DEN)              | DNS-3              |
| 84                 | Lauretta Hanson (AUS)                | 77.                |
| 85                 | Chloe Hosking (AUS)                  | 79.                |
| 86                 | Audrey Cordon-Ragot (FRA) (landevej) | DNF-3              |

| UAE Team ADQ UAD | UAE Team ADQ UAD       | UAE Team ADQ UAD |
| ---------------- | ---------------------- | ---------------- |
| Nr.              | Rytter                 | Placering        |
| 91               | Sofia Bertizzolo (ITA) | 28.              |
| 92               | Maaike Boogaard (NED)  | DNF-5            |
| 93               | Eugenia Bujak (SLO)    | 17.              |
| 94               | Erica Magnaldi (ITA)   | 10.              |
| 95               | Sophie Wright (GBR)    | 86.              |
| 96               | Laura Tomasi (ITA)     | 47.              |

| Roland Cogeas-Edelweiss Squad CGS | Roland Cogeas-Edelweiss Squad CGS          | Roland Cogeas-Edelweiss Squad CGS |
| --------------------------------- | ------------------------------------------ | --------------------------------- |
| Nr.                               | Rytter                                     | Placering                         |
| 102                               | Hannah Buch (GER)                          | 92.                               |
| 103                               | Tamara Dronova-Balabolina (RUS) (landevej) | 4.                                |
| 104                               | Caroline Chauveau (SUI)                    | DNF-2                             |
| 105                               | Léa Stern (SUI)                            | 93.                               |
| 106                               | Anna Gabrielle Traxler (CAN)               | 94.                               |

| SD Worx SDW | SD Worx SDW                      | SD Worx SDW |
| ----------- | -------------------------------- | ----------- |
| Nr.         | Rytter                           | Placering   |
| 111         | Elena Cecchini (ITA)             | 63.         |
| 112         | Anna Shackley (GBR)              | DNS-5       |
| 113         | Sina Frei (SUI)                  | 24.         |
| 114         | Blanka Kata Vas (HUN) (landevej) | 18.         |
| 115         | Niamh Fisher-Black (NZL)         | DNS-5       |
| 116         | Demi Vollering (NED)             | DNS-5       |

| Coop-Hitec Products HPU | Coop-Hitec Products HPU  | Coop-Hitec Products HPU |
| ----------------------- | ------------------------ | ----------------------- |
| Nr.                     | Rytter                   | Placering               |
| 121                     | Ingvild Gåskjenn (NOR)   | 29.                     |
| 122                     | Mari Hole Mohr (NOR)     | 33.                     |
| 123                     | Josie Nelson (GBR)       | 49.                     |
| 124                     | Nicole Steigenga (NED)   | 80.                     |
| 125                     | Sylvie Swinkels (NED)    | 88.                     |
| 126                     | Caroline Andersson (SWE) | DNF-5                   |

| Le Col-Wahoo DRP | Le Col-Wahoo DRP      | Le Col-Wahoo DRP |
| ---------------- | --------------------- | ---------------- |
| Nr.              | Rytter                | Placering        |
| 131              | Eluned King (GBR)     | 67.              |
| 132              | Flora Perkins (GBR)   | 53.              |
| 133              | April Tacey (GBR)     | 72.              |
| 134              | Alice Towers (GBR)    | 41.              |
| 135              | Eva van Agt (NED)     | 13.              |
| 136              | Gladys Verhulst (FRA) | 43.              |

| Parkhotel Valkenburg PHV | Parkhotel Valkenburg PHV   | Parkhotel Valkenburg PHV |
| ------------------------ | -------------------------- | ------------------------ |
| Nr.                      | Rytter                     | Placering                |
| 141                      | Mischa Bredewold (NED)     | 21.                      |
| 142                      | Femke Markus (NED)         | 59.                      |
| 143                      | Lieke Nooijen (NED)        | 52.                      |
| 144                      | Rosalie Van der Wolf (NED) | 84.                      |
| 145                      | Kirstie van Haaften (NED)  | 37.                      |
| 146                      | Femke Gerritse (NED)       | 16.                      |

| Plantur-Pura PLP | Plantur-Pura PLP               | Plantur-Pura PLP |
| ---------------- | ------------------------------ | ---------------- |
| Nr.              | Rytter                         | Placering        |
| 151              | Marthe Truyen (BEL)            | DNF-6            |
| 152              | Justine Ghekiere (BEL)         | 32.              |
| 153              | Yara Kastelijn (NED)           | DNF-5            |
| 154              | Marion Norbert Riberolle (BEL) | 81.              |
| 155              | Julie Van de Velde (BEL)       | 6.               |
| 156              | Annemarie Worst (NED)          | 31.              |

| Valcar-Travel & Service VAL | Valcar-Travel & Service VAL | Valcar-Travel & Service VAL |
| --------------------------- | --------------------------- | --------------------------- |
| Nr.                         | Rytter                      | Placering                   |
| 161                         | Anastasia Carbonari (LAT)   | 51.                         |
| 162                         | Karolina Kumięga (POL)      | DNF-6                       |
| 163                         | Federica Piergiovanni (ITA) | 23.                         |
| 164                         | Elena Pirrone (ITA)         | DNF-5                       |
| 165                         | Elizabeth Stannard (AUS)    | 35.                         |
| 166                         | Margaux Vigie (FRA)         | 44.                         |

| AG Insurance NXTG AGI | AG Insurance NXTG AGI   | AG Insurance NXTG AGI |
| --------------------- | ----------------------- | --------------------- |
| Nr.                   | Rytter                  | Placering             |
| 171                   | Maureen Arens (NED)     | 45.                   |
| 172                   | Julia Borgström (SWE)   | 27.                   |
| 173                   | Amber Aernouts (NED)    | 91.                   |
| 174                   | Britt Knaven (BEL)      | DNS-2                 |
| 175                   | Eline Van Rooijen (NED) | 85.                   |
| 176                   | Maud Rijnbeek (NED)     | 55.                   |

| Danmark DEN | Danmark DEN                 | Danmark DEN |
| ----------- | --------------------------- | ----------- |
| Nr.         | Rytter                      | Placering   |
| 181         | Marie-Louise Hartz Krogager | DNF-5       |
| 182         | Maja Winther Brandt Heisel  | 87.         |
| 183         | Trine Holmsgaard            | 40.         |
| 184         | Josefine Huitfeldt          | DNF-5       |
| 185         | Marita Jensen               | 78.         |
| 186         | Mia Sofie Rützou            | DNF-4       |

| Norge NOR | Norge NOR                | Norge NOR |
| --------- | ------------------------ | --------- |
| Nr.       | Rytter                   | Placering |
| 191       | Malin Eriksen (landevej) | 54.       |
| 192       | Martine Gjøs             | DNF-4     |
| 193       | Sigrid Ytterhus Haugset  | 39.       |
| 194       | Magdalene Lind           | 89.       |
| 195       | Elise Marie Olsen        | DNF-3     |
| 196       | Emelie Utvik             | DNF-3     |